# Desert Demolition
Desert Demolition Starring Road Runner and Wile E. Coyote — видеоигра в жанре платформер, разработанная студией Blue Sky Software и изданная компаниями Sega и Tec Toy эксклюзивно для игровой приставки Mega Drive/Genesis в 1994 году. Основывается на серии короткометражных мультфильмов Looney Tunes и Merrie Melodies.

## Игровой процесс
В игре предстоит играть за Хитрого Койота и Дорожного Бегуна, которые выясняют, кому достанется приз компании ACME.
Игровой процесс сводится примерно к следующему. Герою нужно за ограниченное время пройти уровень от начала до конца, преодолевая разнообразные препятствия. При этом если игрок играет за Койота, ему нужно по ходу уровня ловить Дорожного Бегуна (хотя это не является обязательным условием), если же за Бегуна — убегать от Койота.
Персонажи используют для прохождения уровней различные приспособления. Часть из них можно найти в ящиках с маркировкой ACME (роликовые коньки, отбойный молоток, каска-балансир, зонтик и так далее), а часть находится на уровнях (например, пушка, «выстреливающая» протагонистом в заданном направлении, батут для прыжков, вагонетки для быстрой поездки по рельсам и другие). Иногда героям нужно решать логические задачи: к примеру, чтобы освободить проход от большого камня, нужно взорвать заложенный под него запас взрывчатки, а чтобы забраться на недоступную платформу, нужно подпрыгнуть на двуплечном рычаге, на одном из концов которого расположен массивный камень.
На уровнях также можно встретить противников (в частности, это взрывоопасные предметы и механизмы — бочки с порохом, бомбы, заминированные роботы-крысы и другие) и полезные предметы (банка с лекарствами для пополнения здоровья, значок молнии для ускорения, будильник для увеличения запаса времени, штампы ACME для доступа на бонусные уровни, дополнительные жизни).
Здоровье персонажа измеряется «метром повреждений», значение которого уменьшается при каждом контакте с препятствием и противником, а также при падении и ударе о какой-либо предмет.
Игра состоит из шести уровней, каждый из которых разделён на две части.
- Red Rock Rendezvous. Пустыня и скалы. На первом подуровне героям нужно остерегаться кактусов и бочек с порохом, на втором требуется пройти к выходу через скалы и реки.
- Buttes and Cadders. Поселение в пустыне. Задача персонажей — проложить путь через высокие стены домов.
- Choo Choo Terrain. Грузовой поезд. Необходимо добраться от последнего вагона к локомотиву.
- Carus Bad Caverns. Пещера и скалы в пустыне. В пещере находится множество взрывоопасных предметов.
- Granite Gulch. Рудник. Состоит из нескольких этажей-перекрытий, на которых проложена железная дорога.
- Grand Finale. Цех компании ACME. Финальное соревнование между Койотом и Дорожным Бегуном.

В игре используется двухмерная графика: спрайты персонажей передвигаются по уровням, в дизайне которых применяется тайловая графика. Прокрутка игровых экранов осуществляется посредством горизонтального либо вертикального скроллинга (в зависимости от уровня). Звуковой ряд подобран таким образом, чтобы повторять действия героя. В музыкальном сопровождении игры использована MIDI-технология.

## Оценки и мнения
| Сводный рейтинг    | Сводный рейтинг |
| Агрегатор          | Оценка          |
| ------------------ | --------------- |
| MobyRank           | 66/100          |
| Иноязычные издания |                 |
| Издание            | Оценка          |
| AllGame            | [ 3 ]           |
| EGM                | 6,75/10         |
| GamePro            | 3,5/5           |

Desert Demolition получила неоднозначные оценки журналистов. Рецензенты отнесли к достоинствам визуальный стиль, но критиковали игровой процесс и управление. На сайте MobyGames средняя оценка составляет 66 баллов из 100 возможных.